# 李慶棻
李慶棻（?—?），順天府武清縣人，清朝政治人物、進士出身。
光緒十八年（1892年），参加光緒壬辰科殿試，登進士二甲66名。同年五月，授内阁中书